# Paragalaxias eleotroides
Paragalaxias eleotroides är en fiskart som beskrevs av Mcdowall och Fulton, 1978. Paragalaxias eleotroides ingår i släktet Paragalaxias och familjen Galaxiidae. Inga underarter finns listade i Catalogue of Life.